# Gustavo Boccoli
Gustavo Boccoli (San Paolo, 16 febbraio 1978) è un ex calciatore brasiliano con cittadinanza israeliana, di ruolo centrocampista.